# ريتشموند نكيتياه
ريتشموند نكيتياه (بالإنجليزية: Richmond Nketiah)‏ (28 أكتوبر 1994 - ) هو لاعب كرة قدم غاني في مركز الدفاع. شارك مع منتخب غانا تحت 20 سنة لكرة القدم. أما مع النوادي، فقد لعب مع أرسنال تولا وFC Jūrmala ‏ ونادي ميدياما.

## وصلات خارجية
- ريتشموند نكيتياه على موقع قاعدة بيانات كرة القدم.إي يو (الإنجليزية)
- ريتشموند نكيتياه على موقع Soccerway.com (الإنجليزية)